# Zugangskontrolle (Informatik)
Zugangskontrolle (engl. admission control) verwehrt Unbefugten den Zugang zu Verarbeitungsanlagen, mit denen die Verarbeitung durchgeführt wird. So wird sichergestellt, dass z. B. ein Rechner nur mit berechtigten Nutzern kommunizieren kann. Es wird zwischen Zugangskontrolldiensten, zur Realisierung der Zugangskontrolle, und zugangskontrollierten Diensten, die erst nach erfolgreicher Zugangskontrolle genutzt werden können, unterschieden. Bis 2018 wurde der Aspekt des Zutritts zu (Zutrittskontrolle) und der Nutzung von Datenverarbeitungsanlagen (Zugangskontrolle in einem engeren Sinne) im deutschen Recht unterschieden, während heute sowohl der Zugang zu Grundstücken und Räumen, einschließlich aller Datenverarbeitungsanlagen neben deren informationstechnischer Nutzungsmöglichkeit nur noch vom Zugang zu den von einer Zugangsberechtigung umfassten Daten unterschieden wird. Letztere abgestufte Inanspruchnahme von Betriebsmitteln wird als Zugriffskontrolle bezeichnet.

## Prinzip
Zuerst muss die Identität des Kommunikationspartners erfragt werden. Dabei können auch Pseudonyme zugelassen sein. Nur bei erfolgreicher Prüfung der Identität (Authentifizierung) wird die Kommunikationsbeziehung fortgesetzt.
Ein Mensch kann von einem Rechner auf Grund seiner biologischen Merkmale (Biometrie), seines Wissens (z. B. Benutzername mit Passwort) und seines Besitzes (z. B. Ausweis, Smartcard) erkannt werden. Ein Mensch kann sich vor einem Rechner absichern, indem er ihn an Äußerlichkeiten (z. B. Gehäuse, Hologramm, Verunreinigungen), seinem Wissen oder seinem Standort identifiziert. Rechner können sich untereinander nur durch ihr Wissen und eventuell durch die Herkunft der Leitung erkennen. Die Prüfung der Identität kann entweder am Anfang oder dauerhaft, während der gesamten Kommunikation, erfolgen.

## Umsetzung
Bei der technischen Umsetzung sind insbesondere die Schutzinteressen der Teilnehmer (eventuell vertreten durch ihre Endgeräte) und des Anbieters der zugangskontrollierten Dienste zu berücksichtigen. Für den Teilnehmer können dies zum Beispiel sein:
- Vertraulichkeit (z. B. Vermeidung unnötiger Protokolldaten), Anonymität
- Erreichbarkeit

Schutzziele des Anbieters können sein:
- Integrität / Authentizität
- Verfügbarkeit
- Nicht-Anfechtbarkeit (rechtliche Verbindlichkeit)

Zugangskontrolldienste werden in der Regel in Verbindung mit kryptografischen Systemen (Verschlüsselung, Authentifikation) realisiert, um die Sicherheit gegen Angriffe zu erhöhen.